# Chante ton bac d'abord
Ne doit pas être confondu avec Passe ton bac d'abord.
Pour plus de détails, voir Fiche technique et Distribution.
Chante ton bac d'abord est un documentaire français écrit et réalisé par David André, sorti en 2014.

## Synopsis
Le film raconte l’histoire tumultueuse d’une bande de copains du lycée Mariette de Boulogne-sur-Mer, une ville durement touchée par la crise. Imaginées par ces adolescents issus du monde ouvrier ou de la classe moyenne, des chansons font basculer le réel dans la poésie, le rire et l’émotion.

## Fiche technique
- Titre : Chante ton bac d'abord
- Réalisation : David André
- Scénario : David André
- Producteur : Emmanuel François
- Production déléguée : Brotherfilms
- Photographie : Thibault Delavigne
- Montage : Bruno Joucla
- Son : Laurent Rodriguez
- Production musicale : Vercors – LoW
- Collaboration artistique : Perrine Beaufils
- Arrangements : Nicolas Weil, Sylvain Ohrel, Alexandre Lier
- Arrangement cordes : Grégoire Hetzel
- Société de distribution : Bodega Films
- Pays d'origine :  France
- Langue : français
- Format : couleur
- Genre : drame - documentaire
- Durée : 82 minutes
- Date de sortie :  France : 22 octobre 2014 (diffusion en avant-première sur France 2 le 19 octobre 2014 à 22 h 45)

## Distribution
- Gaëlle Bridoux : elle-même
- Caroline Brimeux : elle-même
- Nicolas Dourdin : lui-même
- Alex Margollé : lui-même
- Rachel Motte : elle-même
- Alice Dutertre : elle-même

## Production
David André voulait réaliser un documentaire sur des jeunes lycéens et cherche alors un lieu de tournage. David André a dit : « Je suis originaire du Nord, je cherchais un endroit pour mettre en place cette fresque sur la jeunesse d'aujourd'hui et j'ai été conquis par Boulogne, ville qui souffre, et en même temps c'est une côte qui est d'une beauté extraordinaire et les gens du Boulonnais ont vraiment un truc particulier ».
Le tournage dure 100 jours durant l'année scolaire 2012-2013, durant lesquels l'équipe a tourné 200 heures de rushes.

## Accueil

### Réception critique
Le film est bien accueilli par la presse et le public français.
Les vingt critiques de presse lui donnent une moyenne de 3,8/5. Le film est « un vrai moment de grâce qui raconte bien cette priorité de la jeunesse à vivre le présent » selon Le Parisien, « un puissant mode d'expression de l'intime, suggestif et propice à la pleine expression de leurs sentiments » selon Télérama, « un film atypique et puissant » selon 20 minutes.
La note moyenne des spectateurs sur Allociné est de 3,8/5 pour 174 votants (au 14 juin 2015).

### Box-office
- France : 23 782 entrées (diffusé dans X salles en France, fin d'exploitation le X, après X semaines à l'affiche)

L'avant-première sur France 2 n'a attiré que 569 000 téléspectateurs (4,4 % de part d'audience), soit un score très faible pour la chaine.

## Distinctions
- FIPA d'or du documentaire de création 2014
- Sélection Paris-Cinéma 2014
- Sélection au Festival International du Film de Thessalonique 2014
- Nomination Prix Europa